# Fergana pyralina
Fergana pyralina là một loài bướm đêm trong họ Noctuidae.